# Secondo libro di Nefi
Il Secondo Libro di Nefi (in inglese: The Second Book of Nephi; convenzionalmente abbreviato come Secondo Nefi e "2 Ne.") è la seconda suddivisione principale del Libro di Mormon, suddiviso in 33 capitoli, è opera di Nefi. Si tratta della continuazione del Primo libro di Nefi.

## Narrazione
Inizia con gli insegnamenti impartiti da Lei a ciascuno dei figli. Viene inoltre riportata la profezia del rinvenimento degli annali da parte di un "Joseph figlio di Joseph", ossia lo stesso Joseph Smith. Viene quindi narrata la morte di Lei, a cui segue il "salmo di Nefi". Dopo la morte del padre i fratelli di Nefi tentano di nuovo di ucciderlo ed egli fonda un nuovo insediamento insieme ai fratelli minori Giacobbe e Giuseppe. Dai suoi discendenti si sarebbe originato il popolo dei Nefiti, mentre dai discendenti del fratello Laman i Lamaniti. A causa della loro incredulità i Lamaniti sono recisi dalla presenza del Signore, la loro pelle diventa scura e divengono un flagello per i Nefiti.